# کشتار ماهی

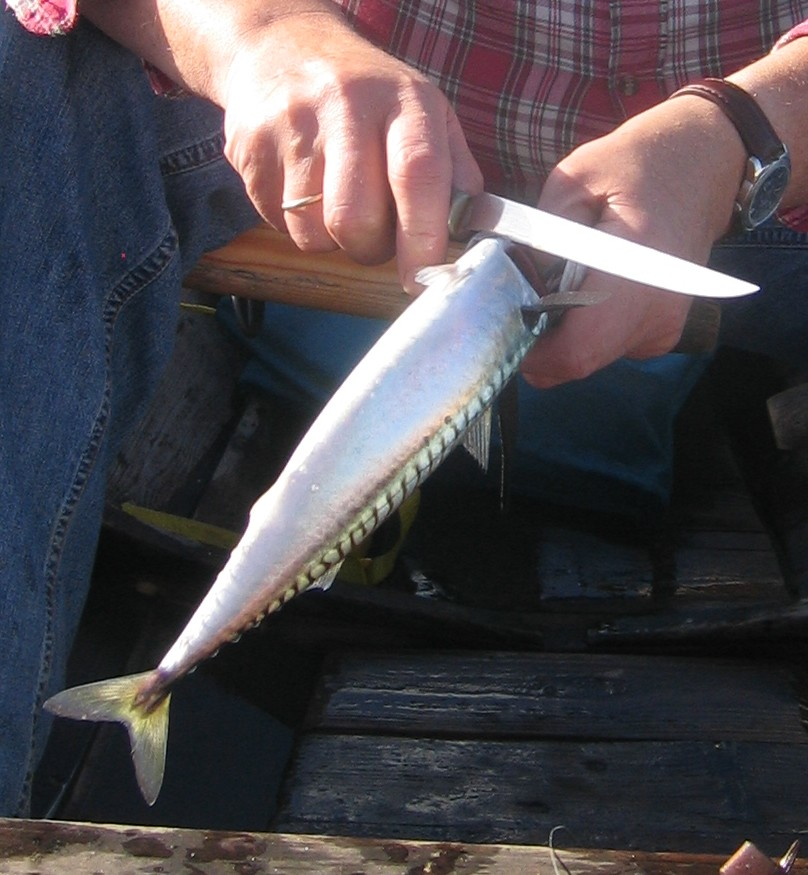
کشتار ماهی خال‌خالی اطلس

کشتار ماهی (به انگلیسی: Fish slaughter)، فرایند کشتن گسترده ماهی است که معمولاً پس از برداشت از دریا یا از مزارع پرورش ماهی رخ می‌دهد. حداقل یک تریلیون ماهی در سال برای مصرف انسان ذبح می‌شود. برخی از روش‌های ذبح نسبتاً انسانی، از جمله ضربه‌ای و الکتریکی گیج‌کننده توسعه یافته‌اند. با این حال، بیشتر برداشت ماهی همچنان از روش‌هایی مانند خفگی در هوا، گیج کردن با دی‌اکسید کربن یا سرد کردن در یخ استفاده می‌کند که ممکن است در برخی موارد رفاه ماهی را بهینه نکند.
مزارع پرورش ماهی قزل آلای متوسط در بریتانیا ممکن است بیش از ۱۰۰۰۰ ماهی در ساعت را پردازش کنند. آنها اغلب تنها توسط چند نفر اداره می‌شوند و ممکن است لازم باشد ماهی قزل‌آلا در کوتاه‌مدت یا حتی در شب از بین برود.

## شاخص‌های رفاه
تحقیقات دربارهٔ رنج ماهی در طول کشتار بر اقداماتی است که نشان می‌دهد ماهی در چه زمانی تحت فشار قرار می‌گیرد. برخی از شاخص‌های مورد استفاده در مطالعات رفاه عبارتند از

### رفتار
- شنا، حرکت آبشش، حرکت چشم در پاسخ به جهت‌گیری دوباره بدن، واکنش هنگام معکوس شدن و غیره.

### معیارهای الکتریکی
- نوار مغزی، نوار قلب، پاسخ‌های برانگیخته و غیره.
- اینها کاملاً دقیق هستند اما به سطح بالایی از تخصص نیز نیاز دارند.

### معیارهای خونی
- کورتیزول، گلوکز پلاسما، لاکتات پلاسما، هماتوکریت و غیره.

### معیارهای بافتی
- شاخص‌های استرس در بافت عضلانی، مانند اسید لاکتیک، پی‌اچ و کاتابولیتهای آدنوزین تری‌فسفات (ATP).
- این معیارها معمولاً با گوشت با کیفیت پایین‌تر نیز مرتبط هستند.

به دنبال گیج‌کننده الکتریکی، وقتی ماهی‌ها به تدریج به هوش می‌آیند، شروع به انجام حرکات موزون روی آبشش می‌کنند. بر اساس همبستگی‌های EEG، اعتقاد بر این است که ماهی‌های گیج‌شده تا زمانی که الگوهای ریتمی آبشش را از سر نگیرند، غیرقابل احساس باقی می‌مانند. این می‌تواند به عنوان یک ابزار ارزیابی مناسب برای اثربخشی گیج‌کننده الکتریکی به کار رود.

### خفگی در هوا
این روش یکی از قدیمی‌ترین روش‌های کشتار ماهی است و غیرانسانی تلقی می‌شود زیرا ممکن است بیش از یک ساعت طول بکشد تا ماهی بمیرد. یک مطالعه هلندی نشان داد که بین ۵۵ تا ۲۵۰ دقیقه طول می‌کشد تا گونه‌های مختلف ماهی در هنگام خفگی بی‌حس شوند. ماهی‌هایی که برای محیط‌های کم اکسیژن تکامل یافته‌اند، مدت بیشتری طول می‌کشد تا بمیرند. در دماهای بالاتر، ماهی‌ها سریع‌تر هوشیاری خود را از دست می‌دهند.
کیفیت و ماندگاری گوشت نیز با استفاده از این روش کاهش می‌یابد.

## آئین‌نامه‌ها
هیچ استاندارد رفاهی برای یک تریلیون یا بیشتر ماهی که سالانه از طبیعت برداشت می‌شود وجود ندارد.
از سال ۲۰۰۸، نروژ کاربرد گیج‌کردن با CO2 را ممنوع کرده‌است. تا ژانویه ۲۰۱۰، ۸۰ درصد از تأسیسات کشتار ماهی نروژی به روش‌های ضربه‌ای یا الکتریکی گیج‌کننده تبدیل شده بودند.
آلمان استفاده از حمام نمک یا آمونیاک را ممنوع کرده‌است.